# Emily Ratajkowski
Emily O'Hara Ratajkowski (* 7. června 1991 Londýn) je britska modelka a herečka. 

## Životopis
Narodila se v Londýně jako jediný potomek amerických rodičů Kathleen Anne Balgley a Johna Davida Ratajkowski. Má anglické, irské, polské, německé a židovské předky. Její otec je katolík, zatímco matka je židovka. Emily vyrůstala ve městě Encinitas poblíž San Diega v Kalifornii. V roce 2009 studovala na Kalifornské univerzitě v Los Angeles, avšak po prvním ročníku se začala naplno věnovat modelingu. V roce 2013 vystupovala ve videoklipu k písni „Blurred Lines“ Robina Thicke. Hrála také v několika filmech, mezi něž patří například We Are Your Friends a Vincentův svět (2015).

## Osobní život
V únoru 2018 se provdala za producenta Sebastiana Bear-McClarda. V říjnu 2020 oznámila, že je těhotná. 8. března 2021 se jí narodil syn, který dostal jméno Sylvester Apollo Bear. V létě roku 2022 oznámila, že s manželem rozvádí. Důvodem měla být partnerova nevěra. Na konci roku 2022 přiznala, že je bisexuální orientace.

## Filmografie
| Rok  | Název               | Role             | Poznámky |
| ---- | ------------------- | ---------------- | -------- |
| 2014 | Zmizelá             | Andie Fitzgerald |          |
| 2015 | Vincentův svět      | sama sebe        |          |
| 2015 | We Are Your Friends | Sophie           |          |
| 2018 | Vítej doma          | Cassie           |          |
| 2018 | Letní jízda         | Jessica Weinberg |          |
| 2018 | Děsivá temnota      | Veronique        |          |
| 2018 | Jsem božská         | Mallory          |          |
| 2019 | Zloději a lháři     | Elyse            |          |